# Batalla de Vernix

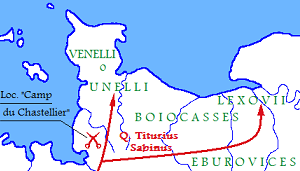
Mapa de la campaña de Sabino.

La Batalla de Vernix fue un enfrentamiento militar librado en el 56 a. C. durante la Guerra de las Galias.
Durante la campaña contra los vénetos, Cayo Julio César envía al legado Quinto Titurio Sabino al territorio de los revoltosos unelos con 3 legiones romanas. Poco después de su llegada a la zona, los eburovices y lexovios masacran a los miembros de sus Senados que se mostraron favorables a hacer la paz con la República romana y se unen a los unelos junto a voluntarios y mercenarios de toda la Galia.
Sabino hizo construir un fuerte fortificado de madera en una colina no especificada, aunque se cree que fue entre Vernix y Tirepied, cerca de Le Petit-Celland o Vire. Pronto llega Virídovix, jefe unelo, pero el legado se niega a salir del campamento y presentar batalla. El romano envía un auxiliar galo al campamento enemigo, donde cuenta a Virídovix que los romanos estaban aterrados y planeaban evacuar durante la noche, esto lleva a los celtas a presionar a su caudillo para que les permita asaltar el campamento.
Los galos intentan asaltar por sorpresa la fortificación pero justo entonces los romanos hacen una salida por las dos entradas, tomando al enemigo con la guardia baja y les obligan a huir. Posteriormente su caballería se encargaría de masacrar a los fugitivos. Poco después llegaron las noticias de la victoria romana sobre los vénetos, lo que llevó a los unelos y aliados a rendirse.